# Alekszandar Sztojanovski
Alekszandar Sztojanovski (cirill betűkkel: Александар Стојановски ; Szkopje, 1986. április 4. –) macedón utánpótlás-válogatott labdarúgó.

## Pályafutása
Stojanovski első felnőtt bajnoki idényében, 2005-ben az FK Belasica játékosaként, Stevica Ristićcsel holtversenyben 26 góllal a macedón labdarúgó-bajnokság gólkirálya lett. 2007-ben kétszer szerepelt a macedón U21-es válogatott színeiben. 2010 és 2011 között a Pécsi Mecsek FC játékosa volt.